# Hadi Khosroshahi
Seyyed Hadi Khosroshahi (persan : سید هادی خسروشاهی), né en 1939 à Tabriz et mort le 27 février 2020 dans la province de Qom, est un religieux et diplomate iranien qui a été le premier ambassadeur iranien au Vatican. Il était soupçonné par les services de renseignements occidentaux d'avoir établi un réseau européen clandestin d'extrémistes musulmans basé à Rome.

## Carrière
À l'âge de 15 ans, Khosroshahi a rejoint le chef des Fada'iyan-e Islam, Sayyid Mojtaba Mir-Lohi, surnommé Navvab Safavi. Il était proche des Frères musulmans d'Égypte. À au moins deux reprises, il a demandé l'approbation de Khomeini pour l'assassinat du premier président de la République islamique, Abolhassan Bani Sadr et de la dernière reine iranienne Farah Pahlavi, tous deux vivant en exil à Paris. 
Khosroshahi était une figure éminente du séminaire de Qom et était un représentant de l'ayatollah Khomeini au ministère de la Culture et de l'Orientation islamique après la victoire de la révolution iranienne en 1979. Après deux ans, il est devenu ambassadeur de la République islamique au Vatican. Il a été le premier membre du clergé chiite à servir et à représenter la République islamique au Vatican. Au Vatican, il a fondé le Centre de la culture islamique en Europe, une base pour propager le chiisme en Occident. Après avoir servi au Vatican, Khosroshahi a été envoyé au Caire, où il a représenté Téhéran pendant deux ans à la Section des intérêts de la République islamique. 

## Décès
Khosroshahi est mort de la maladie à coronavirus 2019 le 27 février 2020.